# Charles-Louis Philippe

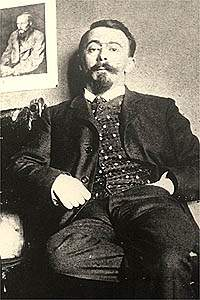
Charles-Louis Philippe

Charles-Louis Philippe, poeta y novelista francés, nacido en Cérilly (Allier) el 4 de agosto de 1874, murió en París el 21 de diciembre de 1909.

## Biografía
Hijo de un humilde hogar -su padre era zapatero aparador de zuecos-, Charles-Louis Philippe se alzó primeramente desde su modesto origen a través de una beca para la Educación Secundaria, pasando luego a integrarse a las gentes de letras; pero él siempre se mantuvo unido y solidario con el sector social en el cual nació. Un testimonio de su inclusión está en las palabras sobre la distinción en clases que dirigió al político y escritor Maurice Barrès:

Mi abuela fue una mendicante; mi padre, que era un párvulo pleno de su orgullo, mendigó porque su corta edad no le permitía trabajar, lo hizo hasta que tuvo edad suficiente para ganarse el pan. Yo pertenezco a una generación que no ha atravesado aún el mundo de los libros. Es un deber para mi recordarle que hay en mi verdades más imperativas, que no son las que usted llama "verdades francesas". Usted diferencia las nacionalidades, es esa su forma de discriminar el mundo, yo lo distingo por clases aparte (...) Nosotros hemos sido tapiados como Pobres y, a veces, cuando la vida entraba en nuestra casa, traía consigo un bastón golpeador. Nosotros no hemos tenido otro recurso que el de amarnos unos a otros. Es por eso que yo escribo siempre más tiernamente de lo que mi cabeza me indica. Yo creo ser el primero de una raza de pobres que ha pasado en Francia dentro de la literatura.

Este otro tramo, proveniente de la Novela La Mère et l'enfant, refleja también su pensamiento social:

De cualquier lado que contemplemos el horizonte de los pobres, con los ojos fijos, los ricos se levantan entre el horizonte y nosotros, con castillos y murallas, con reglamentos y perros que los defienden. Caminamos y queremos respirar, en medio del mundo, el aire de las aguas y de los bosques; caminamos y somos vagabundos llenos de valor (...) estábamos seguros de reír en el camino y de pararnos una tarde, bajo las encinas, con una alforja llena y corazones plenos. Ya no hay placer, ya no hay espacio, los castillos se extienden y rodean todas las encinas del bosque profundo.

Una vez que Philippe hubo obtenido su Bachillerato en Ciencias, en 1891, intentó ingresar a colegios de especialización, (École Polytechnique y École Centrale). No fue admitida su entrada, por su débil constitución física, según se dice. Consiguió finalmente un puesto de trabajo en la administración pública como inspector, lo que le permitió resolver su situación en la Capital. Llevó así una vida modesta, en su pequeño departamento en la Isla Saint Louis, ya liberado de los rigores de la miseria; pudo así desarrollar su vocación de escritor. Estuvo ligado por la amistad con otros autores, como André Gide y Valery Larbaud. Entre sus allegados y admiradores de su literatura estarían Paul Claudel, Leon-Paul Fargue, Jean Giraudoux y Francis Jammes.
El nombre del pequeño poblado de Carnetin, cerca de Lagny en el Marne, donde un colectivo de escritores tomó una casa en alquiler compartido, y que fue ámbito del cual formó parte Philippe, se impuso como denominador al «Grupo de Carnetin». En los comienzos del siglo XX, esos escritores se reencontraban cada domingo en la casa, como un escape de la vida parisina. En Carnetin proseguían con sus trabajos literarios. Entre otros que constituyeron ese Grupo, se contaban Charles-Louis Philippe, Marguerite Audoux, Léon-Paul Fargue, Francis Jourdain y Léon Werth.
Charles-Louis Philippe desplegó una actividad influyente en el debate literario de su tiempo, de manera abierta, a través de un tramado de reuniones con libertad de opción, y por los encuentros con quienes lo buscaban por sus obras contrastantes. El impacto crítico de sus ideas promovió trabajos no solo en el contexto del grupo Carnetin, sino también a nivel nacional e internacional. Murió muy prematuramente, el 21 de diciembre de 1909, por una fiebre tifoidea complicada con meningitis.

## Actividad editorial
Después de los años del Grupo Carnetin, con algunos amigos, Charles-Louis Philippe fundó la Nueva Revisión de Francia o Nueva Revista Francesa (originalmente La Nouvelle Revue Française, conocida como NRF). Los comienzos del emprendimiento se originan, más allá de las fronteras de autoría personal, en un entramado de personalidades conocidas dentro del "arte social". Estando en la búsqueda de la renovación literaria, en el afán de remontar la valla de los literatos con sus méritos y establecidos en el campo editorial, a pesar del común intento por superar el Simbolismo y el Romanticismo, surgieron pronto las disensiones y escisiones en el grupo originador. El movimiento contaba, junto a Charles-Louis Philippe, con los escritores Henry Gheon, Eugène Montfort, André Ruyters y Michael Arnold (el seudónimo de Marcel Drouin, hermano de André Gide). André Gide participó conjuntamente en un artículo del primer número, y posteriormente tomó la conducción editorial, pero eso es otra historia. Charles-Louis Philippe hasta su muerte sirvió en la NRF, había sido miembro fundador del comité de redacción fundador, atravesando en el lapso 1908-1909 a la migración y la reconstrucción de la Revista.

## Obra
La poesía en prosa de sus inicios fue prontamente abandonada por Philippe, quien dedicó su escritura más considerada a las historias ficcionales. Publicó por su cuenta los volúmenes Quatre histoires de pauvre amour (1897), La Bonne Madeleine et la Pauvre Marie (1898) y una evocación lírica de sus propias niñez y juventud: La Mère et l'enfant (1900). Una aventura con una joven trotacalles, le da la idea de una novela: Bubu de Montparnasse (1901), que es muy bien recibida. A partir de entonces continuó regularmente con la publicación de sus obras, y un buen número de ellas salió a la luz póstumamente. En sus últimos años, también tuvo publicadas 50 ficciones breves suyas, por un diario parisino de gran circulación, Le Matin. Esos trabajos se reeditaron en forma de volúmenes después de su muerte: Dans la petite ville (1910), Les Contes du Matin (1916).

## Libros
- Quatre histoires de pauvre amour (2018).
- La Bonne Madeleine et la Pauvre Marie (1898).
- La Mère et l'enfant (1900).
- Bubu de Montparnasse (1901).
- Le Père Perdrix (1902).
- Marie Donadieu (1904).
- Croquignole (1906).
- Dans la petite ville (1910).
- Lettres de jeunesse (1911).
- Charles Blanchard (1913).
- Les Contes du Matin (1916).
- Chroniques du Canard Sauvage (1923).
- Lettres à sa mère (1928).